# Фёдоровка (Бориспольский район)
Фёдоровка (укр. Федорівка) — село, входит в Яготинский район Киевской области Украины.
Население по переписи 2001 года составляло 90 человек. Почтовый индекс — 07714. Телефонный код — 4575. Занимает площадь 0,5 км². Код КОАТУУ — 3225581803.

## Местный совет
07714, Киевская область, Яготинський р-н, с. Засупоївка, вул. Центральна, 83